# Franz von Thun und Hohenstein (Offizier)

Franz von Thun Hohenstein, Lithographie von August Prinzhofer, s. a., nach Schrotzberg

Franz Graf von Thun und Hohenstein (* 27. Juli 1826 in Choltitz, Böhmen; † 30. Juli 1888 in Schwaz, Tirol) war ein österreichischer Offizier. Er war Kommandant des Österreichischen Freiwilligenkorps in Mexiko und General der kaiserlichen Mexikanischen Armee.

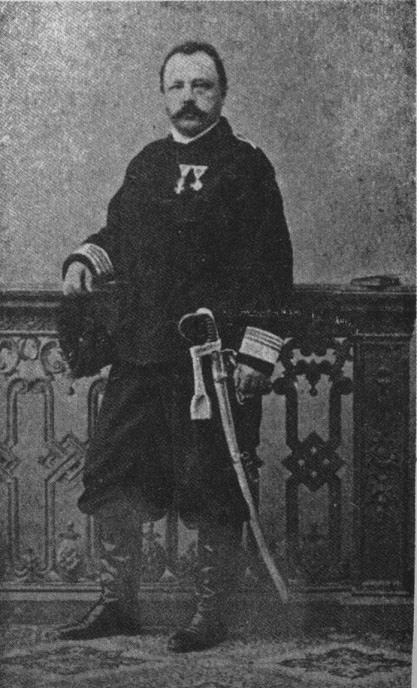
Franz Graf von
Thun und Hohenstein

## Militärische Laufbahn
Am 11. April 1844 trat er als Kadett in das Infanterieregiment Nr. 28 ein, wo er bald zum Leutnant ernannt und zum Infanterieregiment Nr. 1 der Kaiserlich-Königlichen Armee im Königreich Lombardo-Venetien von Feldmarschall Radetzky versetzt wurde. Als Hauptmann nahm er an den Straßenkämpfen in Mailand vom 18. bis 22. März 1848 teil und wurde wegen seines vorbildlichen Verhaltens im Heeresbericht lobend erwähnt.
Nach Ausbruch des Wiener Oktoberaufstandes 1848, wurde das Regiment dorthin verlegt, um an der Niederschlagung mitzuwirken. Für sein couragiertes Verhalten bei der Erstürmung der Stadt wurde Thun und Hohenstein mit dem Militärverdienstkreuz ausgezeichnet. Nachdem das Regiment wieder auf den italienischen Kriegsschauplatz zurückverlegt war, nahm er an der Schlacht von Novara am 23. März 1849 teil und wurde verwundet. Wegen seines Verhaltens mehrfach lobend in den Heeresberichten erwähnt, wurde er zum Major befördert und dem Stab von Feldmarschall Radetzky zugeteilt.
Im Sardinischen Krieg von 1859 wurde er als Kommandant eines Grenadierbataillons in der Schlacht von Solferino am 24. Juni 1859 abermals verwundet. Für die ausgezeichnete Führung seiner Truppe wurde ihm das Ritterkreuz des Leopold-Ordens mit Kriegsdekoration verliehen. Mit Wirkung vom 1. Juli 1859 wurde er zum Oberstleutnant befördert. Anschließend übernahm er das Infanterieregiment Nr. 9 als Kommandant und wurde zum Oberst befördert.
1864 wurde Thun und Hohenstein auf den persönlichen Wunsch von Kaiser Maximilian von Mexiko zum Kommandanten des österreichischen Freiwilligenkorps in Mexiko ernannt. Als nunmehriger General der kaiserlichen Mexikanischen Armee übernahm er das Kommando über die 2. Mexikanische Territorialdivision, der neben dem österreichischen Freiwilligenkorps auch die zwei belgischen Freiwilligenbataillone unter Oberstleutnant Alfred van der Smissen angehörten. Trotz beachtlicher Erfolge, für die er mit dem Kommandeurskreuz des Guadalupe-Ordens ausgezeichnet wurde, kam er bald mit dem Oberkommandierenden der französischen Interventionstruppen François-Achille Bazaine in Konflikt. Vom Kaiser ebenfalls fallen gelassen, quittierte er diesem im August 1866 den Dienst und kehrte nach Österreich zurück.
In die österreichische Armee wieder aufgenommen, wurde er 1867 zum Generalmajor befördert und 3 Jahre später zum Kommandanten der 8. Truppendivision ernannt. 1873 erfolgte seine Beförderung zum Feldmarschallleutnant und Kommandanten der 8. Infanterietruppendivision, 1882 zum Feldzeugmeister und Militärkommandanten von Tirol.
1877 heiratete er Auguste-Eugenie Prinzessin von Urach. Gesundheitlich stark angeschlagen wurde er am 1. Jänner 1887 in den Ruhestand versetzt. Er starb am 30. Juli 1888 in Schwaz in Tirol.

## Würdigung
Franz Graf von Thun und Hohenstein ist ein klassischer Vertreter jener Offiziersgeneration, die ihre Laufbahn als Regimentskadetten begonnen und auf Grund ihrer militärischen Verdienste im Krieg in höchste Ränge und Kommandostellen aufgestiegen sind.
Für sein Scheitern in Mexiko waren vordergründig der intrigante Führungsstil Bazaines und die fehlende Rückendeckung durch Maximilian verantwortlich.
Letztlich aber waren die latente Finanzkrise des mexikanischen Kaiserreichs und dessen Chancenlosigkeit maßgebend.
Als Militärkommandant in Tirol erwarb er sich auch höchste Verdienste bei den zivilen Behörden, die seine tatkräftige Unterstützung während der Hochwasserkatastrophe von 1882/83 zu würdigen wussten und ihn für die Verleihung des Franz-Joseph-Ordens empfohlen hatten.